# Neumann János Számítógép-tudományi Társaság

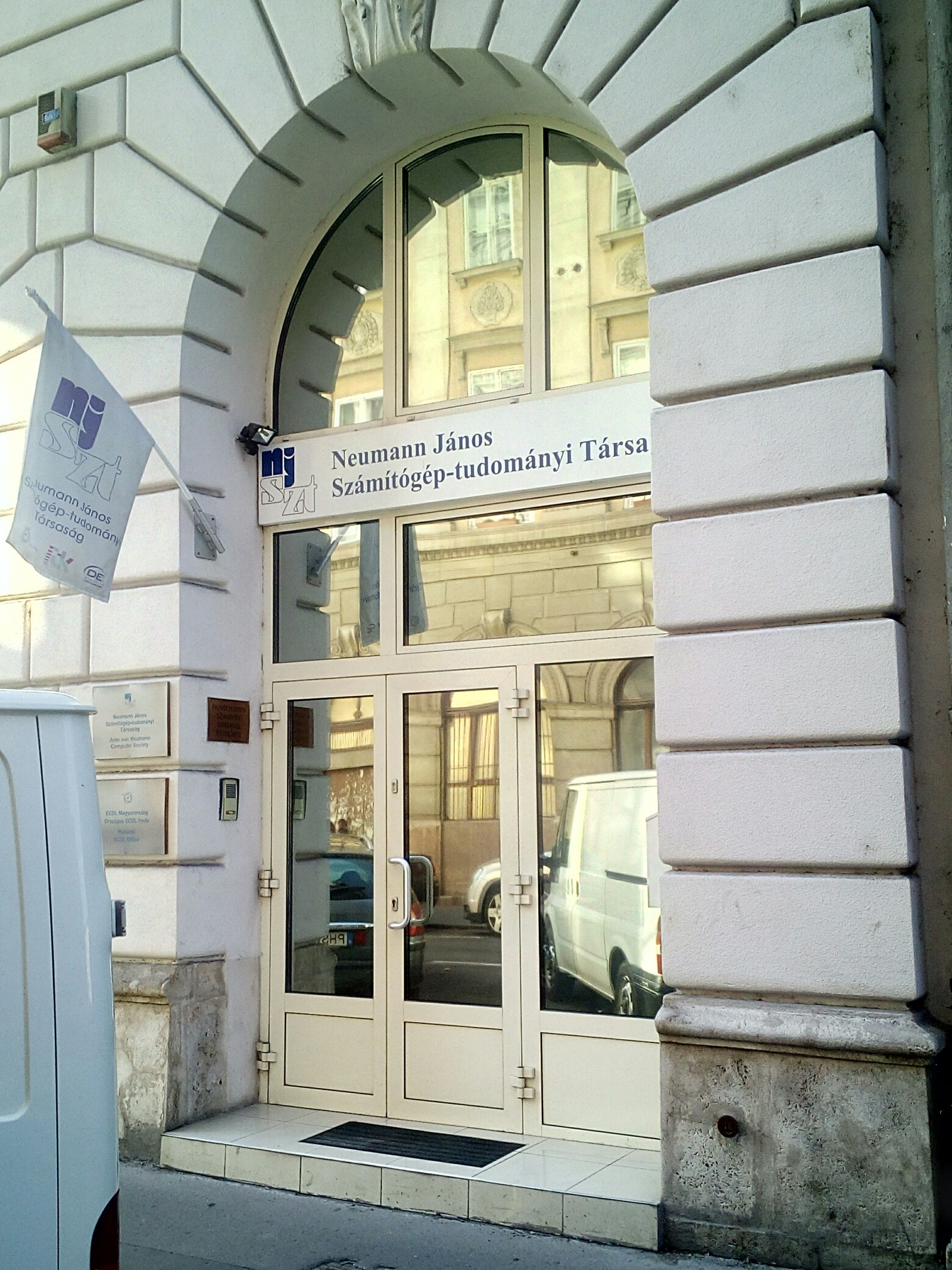
Neumann János Számítógéptudományi Társaság épületének bejárata. Budapest, V. Báthory u. 16.

A Neumann János Számítógép-tudományi Társaság (NJSZT) a digitális írástudás terjesztésének elkötelezett híve, az országban sok területi szervezettel is rendelkezik. A nagy múltú közhasznú, nonprofit tudományos egyesület küldetése: "Megőrizni a múlt értékeit, alkalmazkodni a jelenhez, befolyásolni a jövőt."

## A névadóról
Szülővárosában érettségizett. Kémikusi diplomáját Zürichben szerezte 1925-ben, majd Budapesten matematikusi oklevelet kapott. Már 1930-ban elismerten az évszázad egyik legkiválóbb matematikusaként érkezett a princetoni egyetemre (USA). Ekkor vette fel a John von Neumann nevet. Részt vett az ENIAC tervezésében, s ennek során fejlesztette ki útmutató elgondolásait a számítógépek architektúrájáról és működési módjáról. Neumann János Washingtonban halt meg 1957-ben. 2023-ban a Társaság nagyszabású programsorozatot szervezett születésének 120. évfordulója alkalmából.

## Célkitűzése
Működésével nagy szerepet vállal a digitális esélyegyenlőség megteremtésében, az informatikai írástudás és az informatikai kultúra, a szakmai-tudományos ismeretek terjesztésében. Tevékenységei között a szakmai-kulturális örökség, a szakma értékeinek megőrzésében és széles körű megismertetésében, valamint a tehetséggondozás terén is nagy szerepet vállal.

## Tevékenységi köre
A Társaság, célkitűzéseink megvalósítása érdekében, közhasznú szervezetként szolgáltatásokat nyújt, illetve vállalkozásoknak ad keretet, ezeken belül:
- Szakmai közéleti munkára ad lehetőséget
- Kutatási, fejlesztési, oktatási és továbbképzési programokat véleményez, és részt vállal kidolgozásukban
- Állami szervek, gazdálkodó szervezetek, társadalmi szervezetek felkérésére, megbízására vagy tagjainak kezdeményezésére állást foglal fontos szakmai és az informatikával kapcsolatos társadalmi kérdésekben, koncepciókat, tanulmányokat, szakvéleményeket dolgoz ki nyilvántartott egyesületi szakértők közreműködésével
- Előadásokat, ankétokat, konferenciákat, kongresszusokat, szemináriumokat, szakmai bemutatókat, kiállításokat, tanfolyamokat rendez; szakmai tanácsadást, bel- és külföldi szakmai tanulmányutakat szervez[3][4][5][6]
- Pályázatokat hirdet, díjakat alapít és adományoz, célfeladatok elvégzését jutalmakkal ismeri el; törekszik arra, hogy a diákokat és a fiatal szakembereket bevonja a szakmai közéletbe[7]
- Tevékenységi területén kapcsolatokat tart fenn különféle bel- és külföldi szervezetekkel, tagként képviseli Magyarországot hazai, illetve nemzetközi tudományos szervezetekben[8]
- Terjeszti az informatikai írástudást, az ECDL hazai irányítását végzi
- 2019-ben kiadták az IT biztonság közérthetően ingyenesen elérhető tankönyvet[9][10]

## Az NJSZT által adományozott díjak
- Neumann Professzori Cím. A Budapesti Műszaki és Gazdaságtudományi Egyetem (BME) és a Neumann János Számítógép-tudományi Társaság (NJSZT) közösen alapította a Neumann János professzori címet, amelyet azon kimagasló, nemzetközi szinten is ismert és elismert tudományos teljesítményt nyújtó hazai vagy külföldi egyetemi tanár kaphat meg, akinek a tudományterülete, tevékenysége kapcsolódik a Neumann János által elért tudományos eredményekhez.
- Életműdíj. Életműdíjjal az NJSZT a több évtizedes szakmai tevékenységének, kiváló eredményeinek és a Társaságért végzett munkájának elismeréseképpen jutalmazza és fejezi ki köszönetét az arra érdemeseknek.
- Neumann-díj; a Társaság névadójának emlékét hordozó éremmel 1976 óta évente egyszer azok tevékenységét ismerik el, akik a számítástechnikai kultúra kialakításában, a társadalom informatizálásában értek el jelentős eredményeket és az NJSZT-ben is eredményesen dolgoztak.
- Kalmár-díjat azok a tagok kaphatnak, akik a számítástudományban, illetve a számítástechnika alkalmazása területén értek el kimagasló eredményeket. A Társaság másik kitüntetése – melyet szintén 1976 óta adományoz – Kalmár Lászlóról, a Szegedi Tudományegyetem professzoráról, a hazai kibernetikai tudományok megalapítójáról kapta a nevét.
- Kemény János-díj a 35 éven aluli fiataloknak adományozható szakmai alkotó- és publikációs tevékenységük alapján. Alapítás éve: 2000. Kemény János a Darthmounth College (USA) professzoraként a BASIC nyelv egyik kifejlesztője és az időosztásos rendszerek egyik úttörője volt.
- Tarján-emlékérmet azoknak adományoz a Társaság, akik a számítástechnika oktatásában, népszerűsítésében mutattak kiemelkedő teljesítményt. A díj alapítási éve: 1987. Tarján Rezső a Társaság első elnöke volt, és az elektronika egyik vezető személyiségének számít.
- Neumann-plakett és -oklevél. Azoknak a jeles külföldi informatikusoknak adományozza a Társaság, akik munkájukkal hozzájárultak a magyar informatika fejlődéséhez, illetve annak külföldi elismeréséhez.

## Területi szervezetek
- Bács-Kiskun vármegye
- Borsod-Abaúj-Zemplén vármegye
- Csongrád-Csanád vármegye
- Győr-Moson-Sopron vármegye
- Hajdú-Bihar vármegye
- Heves vármegye
- Komárom-Esztergom vármegye
- Szabolcs-Szatmár-Bereg vármegye
- Vas vármegye
- Veszprém vármegye
- Zala vármegye

## Városi szervezetek
Cegléd, Fonyód, Gyöngyös, Piliscsaba

## Szakmai közösségek
- Beágyazott és Ambiens Rendszerek Innovációs Műhely (BeAm-IM)  –  Alapítva: 2005
- e-Learning Szakosztály  –  Alapítva: 2001
- Fogyatékkal Élőket Támogató Szakmai Közösség  –  Alapítva: 2001
- Gazdaságinformatikai, Kutatási és Oktatási Fórum (GIKOF)  –  Alapítva: 2001
- HCC Retro Mikroszámítógépes Szakosztály - Újjáalapítva: 2023
- HCI @DfA  –  Alapítva: 2009
- HPC Szakosztály
- Intelligens Kártya Fórum (NJSZT IKF)  –  Alapítva: 1997
- Informatikatörténeti Fórum (iTF)  –  Alapítva: 2009[11]
- Informatikai Kutatást és Oktatást Népszerűsítő Kör (IKON)  –  Alapítva: 2001
- Junior Tagozat  –  Alapítva: 1999
- Képfeldolgozók és Alakfelismerők Szakosztálya (KÉPAF)
- Közoktatási Szakosztály  –  Alapítva: 1997
- LOGO Szakosztály  –  Alapítva: 1994
- Magyar Fuzzy Társaság  –  Alapítva: (újra) 1998
- Mesterséges Intelligencia Szakosztály  –  Alapítva: 1976
- Micro Worlds Logo  –  Alapítva: 1994
- Mobil Informatikai Közösség (MIK)
- Multimédia az oktatásban  –  Alapítva: 2007
- Orvosbiológiai Szakosztály  –  Alapítva: 1970
- Robotika Szakosztály  –  Alapítva: 2007
- Számítógépes Grafika és Geometria Szakosztály  –  Alapítva: 1999
- Számítógépes Művészeti Szakosztály - Alapítva: 2024
- Szoftverminőség Menedzselés Szakosztály  –  Alapítva: 1999
- Tehetséggondozási Szakosztály  –  Alapítva: 1999
- Webalkalmazások Fejlesztése Szakosztály  –  Alapítva: 1996

## Az NJSZT vezető tisztségviselői
- Prof. Dr. Kovács Levente, elnök
- Dr. Beck György, előző elnök[12]
- Képes Gábor, ügyvezető igazgató
- Dr. Benedek Csaba, alelnök
- Gulyás László, alelnök
- Dr. Horváth Gyula, alelnök
- Dr. Kertész Gábor, alelnök
- Dr. Kürti Sándor, alelnök
- Sik Dávid, alelnök
- Dr. Bakonyi Péter, tiszteletbeli elnök
- Beck György, tiszteletbeli elnök (2025–)
- Dr. Dömölki Bálint, tiszteletbeli elnök
- Friedler Ferenc, tiszteletbeli elnök (2025–)
- Havass Miklós, tiszteletbeli elnök
- Dr. Sima Dezső, tiszteletbeli elnök (2007–)
- Dr. Gyenizse Pál, felügyelőbizottsági tag
- Dr. Kornai Gábor, felügyelőbizottsági tag
- Szalay Imre, felügyelőbizottsági tag

Forrás: